# 카를로 폰티 주니어
카를로 폰티 주니어(이탈리아어: Carlo Ponti Jr., 1968년 12월 29일 ~ )는 이탈리아의 오케스트라 지휘자이다. 이탈리아의 영화 프로듀서인 카를로 폰티와 이탈리아의 영화 배우인 소피아 로렌 부부의 아들이자 스위스의 영화 감독인 에도아르도 폰티의 형이기도 하다.

## 생애
스위스 제네바 출신인 카를로 폰티 주니어는 1994년부터 1996년까지 미국 코네티컷주에서 해럴드 파버먼이 근무하고 있던 지휘자 연구소에서 근무했으며 1997년부터 1999년까지 미국 로스앤젤레스에서 멜리 메타, 주빈 메타, 안드레이 보레이코와 함께 근무했다. 1999년부터 2001년까지 레오폴트 하거, 에르빈 아첼과 함께 오스트리아 빈 음악학교에 재학했다.
카를로 폰티 주니어는 2000년부터 2018년까지 러시아 내셔널 오케스트라에서 부지휘자로 활동했고 2001년부터 2013년까지 미국 샌버너디노 심포니에서 음악 감독, 수석 지휘자로 활동했다. 2013년에는 음악의 교육적 가치를 강조하는 앙상블인 로스앤젤레스 비르투오시 오케스트라의 예술 감독, 수석 지휘자로 임명되었다.
카를로 폰티 주니어는 러시아 내셔널 오케스트라와 함께 팬타톤에서 출시한 2장의 음반을 발표했다. ABC, CBS, NBC, 내셔널 퍼블릭 라디오(NPR), PBS 등은 카를로 폰티 주니어의 작품과 공연을 소개했다.